# كريستيان فيكرت
كريستيان فيكرت (بالألمانية: Christian Fickert)‏ هو لاعب كرة قدم ألماني في مركز الدفاع، ولد في 10 فبراير 1981 في مانهايم في ألمانيا. شارك مع منتخب ألمانيا تحت 18 سنة لكرة القدم ومنتخب ألمانيا تحت 20 سنة لكرة القدم. أما مع النوادي، فقد لعب مع روت فايس إيسن وفالدهوف مانهايم ونادي ساندهاوزن.

## وصلات خارجية
- كريستيان فيكرت على موقع قاعدة بيانات كرة القدم.إي يو (الإنجليزية)
- كريستيان فيكرت على موقع بيانات كرة القدم. دي إي (الألمانية)
- كريستيان فيكرت على موقع عالم كرة القدم.نت (الإنجليزية)